# Paul Josef Cordes
Paul Josef Cordes, né le  5 septembre 1934 à Kirchhundem (Gau de Westphalie du Sud, Allemagne) et mort le 15 mars 2024 à Rome, est un cardinal allemand, président du conseil pontifical « Cor Unum » de 1995 à 2010. Il est l’un des inventeurs des Journées mondiales de la jeunesse.

## Biographie

### Enfance et études
Paul Josef Cordes a commencé des études de médecine qu'il a interrompues en 1956 pour entrer au grand séminaire de Paderborn. Il a complété sa formation en France par une année au séminaire universitaire de Lyon avant d'être ordonné prêtre en 1961 pour l'archidiocèse de Paderborn.
En 1969, il a repris des études de théologie dogmatique à l'université Johannes-Gutenberg de Mayence et a obtenu une maîtrise.

### Prêtre
En 1972, Paul Josef Cordes a été chargé de suivre les questions pastorales au sein de la Conférence épiscopale allemande avant d'être secrétaire de la commission pastorale de la conférence épiscopale. Il a ainsi pris part aux travaux du synode des diocèses de la République fédérale d'Allemagne (Allemagne de l'Ouest).

### Évêque
Le 18 octobre 1975, Paul Josef Cordes a été nommé évêque auxiliaire de Paderborn et a été consacré le 1er février 1976.
En 1980, il est nommé à la Curie romaine comme vice-président du Conseil pontifical pour les laïcs et chargé par le pape Jean-Paul II de suivre l'apostolat du Renouveau charismatique catholique et du Chemin néocatéchuménal. Il a ainsi pu participer à la genèse des Journées mondiales de la jeunesse (JMJ) dont la première eut lieu à Rome en 1984. Cette rencontre eut lieu le dimanche des Rameaux de 1984 et marqua la naissance des Journées mondiales de la jeunesse.
Le 2 décembre 1995, il a été élevé au rang d'archevêque et a été nommé président du conseil pontifical « Cor unum », chargé des questions concernant la charité chrétienne et de la coopération. Il est également membre des congrégations pour le clergé et pour les causes des saints et du conseil pontifical "Justice et Paix". Il est également conseiller de la commission pontificale pour l'Amérique latine.
Il se retire de la présidence du conseil pontifical le 7 octobre 2010.

### Cardinal
Paul Josef Cordes a été créé cardinal par le pape Benoît XVI lors du consistoire du 24 novembre 2007 avec le titre de cardinal-diacre de San Lorenzo in Piscibus. Il participe au conclave de 2013 qui voit l'élection du pape François. Il opte pour l'ordre des cardinaux-prêtres le 19 mai 2018.
Ses funérailles ont été célébrées dans la Basilique Saint-Pierre en présence du pape François.